# 兴隆塔
兴隆塔，位于山东省济宁市兖州市城内东北隅，是中华人民共和国全国重点文物保护单位之一。
1977年12月23日，公布为山东省文物保护单位，2013年5月公布为全国重点文物保护单位，是一座古建筑及历史纪念建筑物。